# Velja Glava
Velja Glava (izvirno srbsko Веља Глава) je naselje v Srbiji, ki upravno spada pod Občino Aleksandrovac; slednja pa je del Rasinskega upravnega okraja.

## Demografija
V naselju živi 160 polnoletnih prebivalcev, pri čemer je njihova povprečna starost 43,5 let (43,1 pri moških in 44,0 pri ženskah). Naselje ima 52 gospodinjstev, pri čemer je povprečno število članov na gospodinjstvo 3,62.
|  |

| Demografija | Demografija     | Demografija     |
| Leto        | Št. prebivalcev | Št. prebivalcev |
| ----------- | --------------- | --------------- |
|             |                 |                 |
|             |                 |                 |
|             |                 |                 |
|             |                 |                 |
| 1948        | 350             |                 |
| 1953        | 367             |                 |
| 1961        | 376             |                 |
| 1971        | 324             |                 |
| 1981        | 302             |                 |
| 1991        | 263             | 241             |
| 2002        | 198             | 188             |
|             |                 |                 |

| Etnična sestava po popisu iz leta 2002 | Etnična sestava po popisu iz leta 2002 | Etnična sestava po popisu iz leta 2002 | Etnična sestava po popisu iz leta 2002 | Etnična sestava po popisu iz leta 2002 |
| -------------------------------------- | -------------------------------------- | -------------------------------------- | -------------------------------------- | -------------------------------------- |
| Srbi                                   | Srbi                                   |                                        | 173                                    | 92,02%                                 |
| Neznano                                | Neznano                                |                                        | 15                                     | 7,97%                                  |